# Graha Maria Annai Velangkanni
La Graha Maria Annai Velangkanni es un templo católico, de estilo indomogul, dedicado a la Virgen María en su advocación de Nuestra Señora de la Salud, localizado en Medan, en el país asiático de Indonesia. Este nombre en particular tiene su origen, en lo que los católicos creen fue una aparición en el siglo XVII en la India. El templo es un edificio imponente, de dos plantas y una pequeña torre de siete pisos de estilo indonesio, que ya atrae la atención desde la carretera principal. Es un importante lugar de peregrinación cristiana en Asia.